# Mirosław Wróbel (przedsiębiorca)
Mirosław Wróbel (ur. 1958, zm. 8 maja 2010) – polski przedsiębiorca, jeden z największych dilerów samochodowych w Polsce.  

## Życiorys
Swoją karierę zawodową zaczynał jako mechanik samochodowy. Jakiś czas pracował w Niemczech. Na przełomie lat 1989–1990 otworzył własny biznes: niewielki zakład naprawy powypadkowej, który od 1992 był już autoryzowanym przedstawicielem marki Mercedes-Benz na terenie południowo-zachodniej Polski. Wkrótce prowadził salony m.in. w Opolu, Wrocławiu, Jeleniej Górze. 
Absolwent marketingu i zarządzania w Wyższej Szkole Zarządzania „Edukacja” we Wrocławiu. Był członkiem Dolnośląskiej Izby Gospodarczej. Był fanem sportu. Organizował we Wrocławiu rajdy samochodów ciężarowych. Wspierał kulturę, sportowców, udzielał się charytatywnie. Był „Sponsorem Roku 2007” Muzeum Miejskiego Wrocławia, „Sponsorem Wrocławskiego Sportu”, „Mecenasem Sportu Regionu Jeleniogórskiego”. Jego imię nosi założona w 2011 Fundacja Mirosław Wróbel.
Zmarł tragicznie 8 maja 2010. Jego dziećmi są Ewa Skowrońska, Tomasz i Wojciech Wróbel. 

## Nagrody i wyróżnienia
- Złoty Medal im. Jana Kilińskiego za szczególne zasługi dla rozwoju rzemiosła polskiego;
- 2007 - „Medal Merito de Wratislavia – Zasłużony dla Wrocławia” za zaangażowanie w pozyskaniu dla Wrocławia słynnego „złotego skarbu z Bremy”;
- 2007 – Odznaka honorowa „Zasłużony dla Kultury Polskiej”[5].